# Jabal Bahra
La Serralada Costanera de Síria són unes muntanyes situades al nord-oest d'aquell país, que formen una línia en paral·lel a la plana de la costa que hi ha a l'oest, en direcció nord sud. Tenen una llargada aproximada de 32 km i la mitjana d'elevació és de 1.200 metres. El cim més elevat és el Nabi Yunis, que assoleix els 1.562 metres, el qual està a l'est de la ciutat de Latakia. En l'extrem nord l'alçada disminueix fins a 900 metres i en l'extrem sud només assoleixen els 600 metres.

## Noms
En la literatura clàssica el seu nom era Bargylus, esmentades per Plini el Vell. Es tracta d'un mot d'origen grec, i té la seva arrel en el nom d'una ciutat estat anomenada Barga, molt probablement situada a prop d'aquestes muntanyes. La ciutat de Barga formà part del regne d'Ebla durant el tercer mil·lenni aC, després fou vassall del regne dels hitites, els quals construïren el mot de les muntanyes, afegint-li un sufix.
Durant el període medieval foren conegudes pel nom Jabal Bahra , que deriva del nom de la tribu àrab dels Bahra. També se'n van fer servir altres noms: Muntanyes Nusayriyah o Muntanyes Ansarieh o Muntanyes Alawiyin'; els quals es refereixen al grup ètnic dels alauites, que també eren una secta religiosa i visqueren en la rodalia. La darrera d'aquestes expressions es considera avui dia degradant i, per tant, no es fa servir.

## Geografia
Els vessants occidentals capturen la humitat procedent de la mar Mediterrània i són, per tant, més fèrtils i estan en territoris més poblats que els vessants orientals. El riu Orontes baixa des del nord pel vessant oriental d'aquesta serralada, formant la plana d'Al-Ghab, circula per l'obertura de 64 km per on passa també una carretera, i llavors gira cap al nord per anar a desembocar a la mar. Al sud de Masyaf hi ha una amplia falla que va de nord-est a sud-oest, la qual separa la muntanya An-Nusayriyah de les Muntanyes del Líban i de l'Antilíban, dibuixant una formació del relleu coneguda com L'Escletxa d'Homs.
Entre el 1920 i el 1936, aquestes muntanyes formaren part de la frontera occidental de l'Estat dels Alauites dins del territori del Mandat francès per Síria i el Líban.